# Grafenhausen
Grafenhausen è un comune tedesco di 2 299 abitanti,, situato nel land del Baden-Württemberg.